# فافوج
فافوزه (بالروسية: Вавож) هي مدينة في جمهورية أودمورتيا في روسيا. يبلغ عدد سكانها حوالي 5500 نسمة.